# Calliostoma marionae
Calliostoma marionae là một loài ốc biển, là động vật thân mềm chân bụng sống ở biển thuộc họ Calliostomatidae.